# Ptenopus
Ptenopus — рід геконів з підродини Справжні гекони. Має 3 види. Інша назва «гавкаючий гекон».

## Опис
Невеликий гекон — до 5—7 см. Колір шкіри змінний під колір піску, де він мешкає. На спині має гребінці, пальці довгі, з боків у них є довга луска, що допомагає цього гекону швидко бігає та не провалюється у пісок.

## Спосіб життя
Полюбляють пустелі та напівпустелі. Активний вночі, вдень відпочиває у норах. Гекони цього роду одинаки, риють вертикальні нори, біля кущів або трави. Увечері роблять своєрідну перекличку «гек—гек», що нагадує гавкання. За що він й отримав другу свою назву.
Живиться комахами та їх личинками.
Це яйцекладні ящірки, відкладають до 2 яєць у теплий пісок у норі.

## Розповсюдження
Це ендеміки Африки. Мешкають у Намібії, Ботсвані, Зімбабве, Південно-Африканській Республіці.

## Види
- Ptenopus carpi
- Ptenopus garrulus
- Ptenopus kochi